# Pazos (Puenteceso)
Pazos, San Salvador de Pazos o Divino Salvador de Pazos (llamada oficialmente San Salvador de Pazos) es una parroquia española del municipio de Puenteceso, en la provincia de La Coruña, Galicia.

## Entidades de población
Entidades de población que forman parte de la parroquia:
- Ameijenda (Ameixenda)
- As Casas do Monte
- Salgueiras (As Salgueiras)
- O Frade
- O Petón
- O Vimieiro
- Pazos de Abajo (Pazos de Abaixo)
- Pazos de Arriba
- Rebordáns

## Demografía
| Gráfica de evolución demográfica de Pazos entre 2000 y 2019 |
|                                                             |
| Datos según el nomenclátor publicado por el INE.            |